# Acontia polychroma
Acontia polychroma är en fjärilsart som beskrevs av Walker 1869. Acontia polychroma ingår i släktet Acontia och familjen nattflyn. Inga underarter finns listade i Catalogue of Life.